# Weimar classica
Weimar classica (in tedesco: Klassisches Weimar) è una denominazione che si riferisce a un gruppo di undici monumenti della città tedesca di Weimar (nella Turingia), tutti inseriti nella Lista dei patrimoni dell'umanità dell'UNESCO.

## Monumenti dellaWeimar classica
Della Weimar classica fanno parte:
- Casa di Goethe nota come Haus am Frauenplan dal nome della piazza in cui si trova
- Casa di Schiller nell'attuale Schillerstraße
- I luoghi di Herder (Herderkirche, Herderhaus e Wilhelm-Ernst-Gymnasium)
- Castello di Weimar
- Wittumspalais
- Biblioteca Anna Amalia
- Park an der Ilm con la Casa romana e la Casa-giardino di Goethe.
- Castello di Belvedere con la limonaia
- Castello e parco di Ettersburg
- Castello e parco di Tiefurt
- Cimitero storico con la Cripta dei Principi

|                       |                |                  |                        |                         |                     |                        |
| Casa di Herder        | Casa di Goethe | Casa di Schiller | Biblioteca Anna Amalia | Casa-giardino di Goethe | Cripta dei Príncipi | Wittumspalais          |
|                       |                |                  |                        |                         |                     |                        |
| Castello di Belvedere | Casa Romana    | Herderkirche     | Castello di Weimar     | Castello di Tiefurt     | Park an der Ilm     | Castello di Ettersburg |

## Film
- Geisler, Ute (Buch und Regie) und Holger Schüppel (Kamera): Schätze der Welt - Weimar - Die Stadt im Park (14:33min)